# Protea flavopilosa
Protea flavopilosa là một loài thực vật có hoa trong họ Quắn hoa. Loài này được Beard miêu tả khoa học đầu tiên năm 1963.